# ハンギング・ガーデン
『ハンギング・ガーデン』（英: The Hanging Garden） は、1997年に製作されたカナダの映画。
日本では、2000年7月22日と8月3日に第9回東京国際レズビアン&ゲイ映画祭にて上映された。

## キャスト
- ウィリアム：クリス・レヴィンス
- ローズマリー：ケリー・フォックス
- フレッチャー：ジョエル・S・ケラー
- ローズマリー（ティーン）：サラ・ポーリー